# Brachyglossula virescens
Brachyglossula virescens là một loài Hymenoptera trong họ Colletidae. Loài này được Trucco Aleman mô tả khoa học năm 1999.